# Kolbuszowa
Kolbuszowa est une ville polonaise de la voïvodie des Basses-Carpates, dans la partie sud-est du pays. Elle est le chef-lieu du powiat de Kolbuszowa. Sa population s'élevait à 9 341 habitants en 2012.

## Histoire
La ville de Kolbuszowa est fondée en 1700 sur le territoire d'un hameau important existant depuis plus de deux cents ans. Dès la deuxième moitié du XVIIe siècle, un centre de fabrication de meubles est créé à Kolbuszowa.
Du XVIIIe au XIXe siècle, la localité est le centre administratif et économique d’un grand domaine seigneurial.
Lors du premier partage de la Pologne en 1772, la ville fait partie des territoires annexés par l'empire d'Autriche, qui la nomme Kolbuszow. Elle devient le chef-lieu du district du même nom, l'un des 78 Bezirkshauptmannschaften de la province (Kronland) de Galicie. Un bureau de poste y est ouvert en 1857.
Après l'effondrement de l'Autriche-Hongrie, à la fin de la Première Guerre mondiale, le sort de cette région est disputé entre la Pologne et la Russie soviétique, jusqu'à ce que la paix de Riga (18 mars 1921) l'attribue à la Pologne.
Pendant la Seconde Guerre mondiale, la plupart des Juifs de la ville sont assassinés au cours d'exécutions de masse ou de déportations (janvier 1941, mars, avril et juin 1942),,.

## Jumelages
Kolbuszowa est jumelée avec les villes de:
- Ploërmel (France)
- Apensen (Allemagne)
- Cobh (Irlande)